# 160e brigade de missiles antiaériens
Pour les articles homonymes, voir 160e brigade.
La 160e brigade de missiles antiaériens (en ukrainien : 160-та зенітна ракетна Одеська бригада,  numéro d'unité militaire А2800) est une brigade de missiles antiaériens du Commandement aérien Sud.

## Historique
Elle reprend l'historique d'unités soviétiques comme partie de la 21e division antiaérienne.
Elle est nommée pour avoir détruit plus de soixante-dix cibles entre février et juillet 2022, missiles de croisière, hélicoptères, avions...

## Équipement
La brigade est dotée d'un système de missiles sol-air (parfois modifiés en missiles sol-sol) S-300PT.